# Vidovdan-Lauf
Der Vidovdan-Lauf (serbisch Vidovdanska trka, engl. Vidovdan Road Race) ist ein Volks- und Straßenlauf über 10 km, der seit 1997 am Vidovdan (28. Juni) in Brčko stattfindet. Unter der Leitung von Borislav Đurđević wurde aus einem zunächst regionalen Sportereignis die derzeit bedeutendste Leichtathletik-Veranstaltung in Bosnien und Herzegowina, die landesweit live im Fernsehen übertragen wird. Zur Veranstaltung gehören auch Kinder- und Jugendläufe über Distanzen von 100 bis 1000 m mit einer Teilnehmerzahl von insgesamt 5000.

## Geschichte
Seit 2005 gehört das Rennen zur Association of International Marathons and Distance Races (AIMS). Im Jahr darauf wurde das zehnjährige Jubiläum mit einer Briefmarke der Republika Srpska gewürdigt. 2009 wurde der Lauf mit dem Road Race Label der IAAF ausgezeichnet.
Zwei aktuelle nationale Rekorde wurden beim Vidovdan-Lauf aufgestellt: 2008 erzielte Mirko Petrović als Gesamtdritter mit 28:55 min einen serbischen und Lucia Kimani als Gesamtzweite mit 33:13 min einen bosnischen Rekord.

## Strecke
Bis 2009 wurde das Rennen auf einer 920,28 m langen Runde um den Stadtpark, die beim Hauptlauf elfmal zu bewältigen war, ausgetragen. 2010 wurde ein Kurs eingeführt, der aus einer Wendepunktstrecke auf dem Bulevar Mira, einer Runde um den Stadtpark und einer Schleife durch den Südteil der Stadt besteht.

## Statistik

### Streckenrekorde
- Männer: 28:11 min, Gordon Mugi Mahugu (KEN), 2010
- Frauen: 32:04 min, Olivera Jevtić (SRB), 2008

### Siegerliste
| Jahr | Männer                        | Zeit (min) | Frauen                       | Zeit (min) |
| ---- | ----------------------------- | ---------- | ---------------------------- | ---------- |
| 2018 | Moses Kibet (KEN)             | 28:33      | Katsiaryna Shaban (BLR)      | 33:39      |
| 2017 | Lencho Anbesa (ETH)           | 29:24      | Belaynesh Beyene (ETH)       | 33:50      |
| 2016 | Victor Ketienya (KEN)         | 28:50      | Atsede Besuye (ETH)          | 33:14      |
| 2015 | Cosmas Birech (KEN)           | 28:50      | Angela Tanui (KEN)           | 32:47      |
| 2014 | Darko Živanović (SRB)         | 32:12      | Anikó Kálovics (HUN)         | 35:28      |
| 2013 | Hillary Kipchumba (KEN)       | 29:16      | Letekidan Hailemariam (ERI)  | 34:43      |
| 2012 | Boniface Kirui (KEN)          | 29:32      | Lisa Christina Stublić (CRO) | 34:30      |
| 2011 | Kenneth Kimutai Kiplimo (KEN) | 28:31      | Tadelech Bekele (ETH)        | 33:12      |
| 2010 | Gordon Mugi Mahugu (KEN)      | 28:11      | Edith Chelimo (KEN)          | 34:08      |
| 2009 | Musau Mwanzia (KEN)           | 29:33      | Lucia Kimani (BIH)           | 33:28      |
| 2008 | Isaac Macharia Wanjohi (KEN)  | 28:38      | Olivera Jevtić -4-           | 32:04      |
| 2007 | Tewodros Shifer (ETH)         | 29:30      | Olivera Jevtić (SRB) -3-     | 32:08      |
| 2006 | Patrick Makau Musyoki (KEN)   | 30:33      | Olivera Jevtić -2-           | 32:34      |
| 2005 | Goran Stojiljković (SCG)      | 30:29      | Mariana Lukić (SCG)          | 34:32      |
| 2004 | Abraham Chelanga (KEN)        | 29:31      | Olivera Jevtić (SCG)         | 32:08      |